# Политические партии Дании
В Дании с 1840-х годов существует многопартийная система, в рамках которой две или три основные партии дополняются несколькими другими менее значительными партиями. Правительство обычно формируется партией победившей на выборах в коалиции с рядом более мелких партий или при их поддержке. С 1903 года ни одна партия не получила абсолютного большинства мест в датском парламента, Фолькетинге. С тех пор все правительства были либо однопартийными правительствами меньшинства, либо коалиционными.
Министерство социальных дел регистрирует и утверждает названия и буквенные символы для всех партий, участвующих в национальных выборах. В бюллетенях партии отсортированы в алфавитном порядке по партийным буквам.

## Партии, представленные в Фолькетинге или Европарламенте
| Символ                    | Название | Год  | Идеология                                                                                 | Лидер                    | Депутаты   | Депутаты | Прим.                |
| Символ                    | Название | Год  | Идеология                                                                                 | Лидер                    | Фолькетинг | ЕП       | Прим.                |
| ------------------------- | --- | ---- | ----------------------------------------------------------------------------------------- | ------------------------ | ---------- | -------- | -------------------- |
| A                         | Социал-демократы, Socialdemokratiet                                                                                   | 1871 | Социал-демократия, проевропеизм                                                           | Метте Фредериксен        | 50 из 179  | 3 из 14  | ПА, ПЕС              |
| V                         | Венстре, Venstre, Danmarks Liberale Parti (Левая, Либеральная партия Дании)                                           | 1870 | Консервативный либерализм, северный аграризм, экономический либерализм                    | Якоб Эллеманн-Енсен      | 23 из 179  | 4 из 14  | ЛИ, АЛДЕ             |
| M                         | Умеренные, Moderaterne                                                                                                | 2022 | Либерализм, реформизм, прагматизм                                                         | Ларс Лёкке Расмуссен     | 16 из 179  | 0 из 14  |                      |
| F                         | Зелёные левые, Socialistisk Folkeparti (Социалистическая народная партия)                                             | 1959 | Зелёная политика, демократический социализм, экосоциализм                                 | Пиа Ольсен Дюр           | 15 из 179  | 2 из 14  | ГЗ, ЕПЗ, ЗЕСА, САЗЛ  |
| Æ                         | Датские демократы Danmarksdemokraterne или Danmarksdemokraterne – Inger Støjberg (Датские демократы — Ингер Стойберг) | 2022 | Национал-либерализм, правый популизм, децентрализация, евроскептицизм                     | Ингер Стойберг           | 14 из 179  | 0 из 14  |                      |
| I                         | Либеральный альянс Liberal Alliance                                                                                   | 2007 | Классический либерализм, правое либертарианство, евроскептицизм                           | Алекс Ванопслаг          | 14 из 179  | 0 из 14  |                      |
| C                         | Консервативная народная партия Det Konservative Folkeparti; Højre (Хёйре, букв. «Правая»                              | 1881 | Консерватизм, зелёный консерватизм, либеральный консерватизм                              | Сёрен Папе Поульсен      | 10 из 179  | 1 из 14  | МДС, ЕНП             |
| Ø                         | Красно-зелёная коалиция Enhedslisten – De Rød-Grønne (Единый список — Красно-зелёная коалиция)                        | 1989 | Демократический социализм, экосоциализм, марксизм, антикапитализм, мягкий евроскептицизм  | Пелле Драгстед           | 9 из 179   | 1 из 14  | ПЕЛ, ЕАКЛ, ЕОЛ, САЗЛ |
| B                         | Радикальная Венстре Radikale Venstre (Радикальная левая, Социал-либеральная партия)                                   | 1905 | Социальный либерализм, проевропеизм                                                       | Мартин Лидегор           | 7 из 179   | 2 из 14  | ЛИ, АЛДЕ, ОЕ         |
| D                         | Новые правые (Дания) Nye Borgerlige (Новые буржуа)                                                                    | 2015 | Консерватизм, национал-консерватизм, экономический либерализм евроскептицизм антиисламизм | Пернилле Вермунд         | 6 из 179   | 0 из 14  |                      |
| Å                         | Альтернатива Alternativet                                                                                             | 2013 | Зелёная политика, прогрессивизм, проевропеизм                                             | Франсиска Росенкилле     | 6 из 179   | 0 из 14  | DiEM25, САЗЛ         |
| O                         | Датская народная партия Dansk Folkeparti                                                                              | 1995 | Датский национализм, национальный консерватизм, социальный консерватизм                   | Мортен Мессершмитт       | 5 из 179   | 1 из 14  | ИД                   |
| Партии Гренландии         | |      |                                                                                           |                          |            |          |                      |
|                           | Вперёд! гренл. Siumut («Сиумут»)                                                                                      | 1977 | Социал-демократия, сепаратизм                                                             | Эрик Йенсен              | 1 из 179   | [ b ]    | Социал-демократы     |
| IA                        | «Народное сообщество» гренл. Inuit Ataqatigiit («Инуит Атакатигыт»)                                                   | 1976 | Демократический социализм, сепаратизм, левый национализм, экологизм                       | Муте Боруп Эгеде         | 1 из 179   | [ b ]    | САЗЛ                 |
| Партии Фарерских островов | |      |                                                                                           |                          |            |          |                      |
|                           | Партия союза фар. Sambandsflokkurin                                                                                   | 1906 | Консервативный либерализм, социал-либерализм, датский юнионизм, аграризм                  | Боарвур оа Стайг Нильсен | 1 из 179   | [ b ]    | Венстре              |
|                           | Социал-демократическая партия фар. Javnaðarflokkurin (Партия равенства)                                               | 1925 | Социал-демократия, датский юнионизм                                                       | Аксель Йоханнесен        | 1 из 179   | [ b ]    | Социал-демократы     |

## Партии без парламентского представительства
| Символ | Название | Год  | Идеология | Лидер                   | Прим. |
| ------ | --- | ---- | --- | ----------------------- | ----- |
| Q      | Независимые зелёные Frie Grønne – Danmarks nye venstrefløjsparti (Независимые зеленые — Датская новая левая партия) | 2020 | Зелёная политика гуманизм | Сикандар Сиддик         |       |
| N      | Народное движение против ЕС Folkebevægelsen mod EU                                                                  | 1972 | Евроскептицизм, суверенитет | Коллективное лидерство  |       |
| K      | Христианские демократы Kristendemokraterne                                                                          | 1970 | Христианская демократия, социальный консерватизм, экологизм                                                                              | Марианна Карлсмосе(ИО)  |       |
| S      | Шлезвигская партия Slesvigsk Parti нем. Schleswigsche Partei                                                        | 1920 | Регионализм, защита интересов немецкого меньшинства                                                                                      | Карстен Лет Шмидт       |       |
|        | Коммунистическая партия Дании Danmarks Kommunistiske Parti                                                          | 1919 | Коммунизм, марксизм-ленинизм, евроскептицизм                                                                                             | Генрик Стамер Хедин     | МВКРП |
| DS     | Датское единство Dansk Samling                                                                                      | 1936 | «Третий путь», датский национализм, национал-консерватизм, христианский национализм, евроскептицизм                                      | Мортен Урсков Йенсен    |       |
|        | Список свободы Frihedslisten                                                                                        | 2021 | Либерализм, гражданское либертарианство, Регионализм, гуманизм, антивакцинаторство                                                       | Флемминг Блихер         |       |
|        | Жёсткий курс Stram Kurs                                                                                             | 2017 | Этнический национализм, идентитаризм, евроскептицизм, анти-исламизм, против мигрантов                                                    | Расмус Палудан          |       |
|        | Независимые De Uafhængige                                                                                           | 1953 | Классический либерализм, анти-элитаризм                                                                                                  |                         |       |
|        | Партия справедливости Retsforbundet                                                                                 | 1919 | Джорджизм, геолибертарианство, евроскептицизм                                                                                            | Коллективное лидерство  |       |
|        | Национальная партия Nationalpartiet                                                                                 | 2014 | Центризм | Асиф Ахмад              | [ c ] |
|        | Национал-социалистическое движение Дании Danmarks Nationalsocialistiske Bevægelse                                   | 1991 | Неонацизм | Эсбен Роде Кристенсен   |       |
|        | Народное движение за справедливость и благосостояние Folkebevægelsen Ret- & Velfærd                                 | 1989 | Защита конституционных прав датского народа, укрепление возможностей личности для развития, безопасность общества и отдельного датчанина | Кристиан Поуль Херкильд |       |
|        | Пиратская партия Piratpartiet                                                                                       | 2009 | Реформа законодательства в области интеллектуальной собственности, патентов, копирайта                                                   | Оле Хусгорд             | ИПП   |
|        | Партия прогресса Fremskridtspartiet                                                                                 | 1972 | Правый популизм, национал-либерализм, национал-консерватизм, неолиберализм, анти-исламизм, против миграции                               | Нильс Хойланд           |       |
|        | Гражданский список Borgerlisten                                                                                     | 2018 | Популизм, патерналистский консерватизм, социальный либерализм, снижение налогов                                                          | Клаус Рискер Педерсен   |       |
| O      | Объединённые демократы Forenede Demokrater                                                                          | 2013 | Левоцентризм | Бритта Юханссон         |       |

## Несуществующие партии
Список партий, ранее представленных в Фолькетинге или Ландстинге или в Европарламенте.
- Национал-либеральная партия[дат.] (дат. De Nationalliberale; 1842—1882). Партия возникла в студенческой и академической среде, поэтому её часто называли партией профессоров. В 1840-х годах партию поддерживали, в том числе, торговцы и мелкие чиновники. Национал-либерализм, против самодержавия и помещиков. После распада большая часть национал-либералов присоединились к Хёйре, оставшиеся к Венстре. Была представлена в Конституционном собрании в 1948—1849, в Фолькетинге в 1849—1872 и 1876—1881, а также в Ландстинге в 1849—1882 годах.
- Общество друзей крестьян (дат. Bondevennernes Selskab, Bondevennerne; 1846—1872). Аграризм, либерализм, защита интересов крестьянства. Было представлено в Конституционное собрание в 1848—1849, в Фолькетинге и Ландстинг в 1849—1860-е.
- Хёйре[дат.] (дат. Højre; 1848—1866). Создана во время Мартовской революции[дат.] 1848 года сторонниками «мягкого и просвещённого самодержавия». Выступала за «уважение к королевской власти», против всеобщего избирательного права и отмены цехов. Распалась после 1866 года. Помещики присоединились к Национальной партии землевладельцев, сторонники правых из числа городах стали национал-либералами, консервативные фермеры перешли в Среднюю партию. Была представлена в Конституционном собрании в 1848—1849, Фолькетинге в 1849—1866 и в Ландстинг в 1849—1866 годах.
- Венстре Хансена (дат. J.A. Hansens Venstre; 1858—1861). Группа сторонников журналиста и политика Йенса Андерсена Хансена, одного из лидеров Общества друзей крестьян. Была представлена в Фолькетинге в 1858—1861.
- Венстре Чернинга (дат. Tscherning Venstre; 1858—1872). Основана офицером и политиком Антоном Фредериком Чернингом (1795—1874). В 1846—1856 годах был председателем буржуазно-демократического Общества друзей крестьян. Противник абсолютизма и левый либерал. Военный министр (март—ноябрь 1848), реформатор датской армии (участвовал в датско-прусской войне 1848—50). Депутат Учредительного собрания и фолькетинга, в 1866 выступил против реакционного пересмотра конституции. Партия была представлена в Фолькетинге в 1858—1872 годах.
- Венстре Бьёрнбака[дат.] (дат. Det Bjørnbakske Venstre; 1862—1877). Основана педагогом Ларсом Бьёрнбаком под названием Ютландская народная ассоциация (дат. Jysk Folkeforening). Антимилитаризм, пацифизм, защита прав женщин и рабочих, всеобщее избирательное право. Была представлена в Фолькетинге в 1870-е годы.
- Национальная партия землевладельцев[дат.] (дат. Nationale Godsejere; 1864—1880). Представляла интересы крупных землевладельцев. Вместе с большей частью национал-либералов и остатками Средней партии объединились в Хёйре. Была представлена в Конституционном собрании в Фолькетинге и Ландстинге в 1864—1880 годах.
- Национальная Венстре[дат.] (дат. Nationale Venstre; 1865—1870). Выступала за всеобщее избирательное право и против Венского мира 1864 года, Влилась в Объединённую Венстре. Была представлена в Фолькетинге в 1865—1870 годах.
- Средняя партия[дат.] (дат. Mellempartiet; 1866—1876). Основана группой фермеров, 1865 году поддержавших ноябрьскую конституцию 1863 года, и группой молодых национал-либералов во главе с экономистом Н. К. Фредериксеном[дат.]. Занимала промежуточное положение между национал-либералами и различными левыми группами. Была представлена в Фолькетинге в 1865—1870-х годах.
- Объединённая Венстре[дат.] (дат. Det Forenede Venstre; 1870—1879). Создана в результате объединения различных левых групп, в том числе Венстре Бьёрнбака и Национальной Венстре. Выступала за социальные реформы и равенство, пропорциональное представительство, свободную торговлю. Членом партии был лауреат Нобелевской премии мира Фредрик Байер. Партия была представлена в Фолькетинге в 1872—1879 годах и в Ландстинге в 1870-е годы.
- Независимая Венстре[дат.] (дат. Uafhængigt Venstre). Была представлена в Фолькетинге в 1876—1879.
- Народная Венстре[дат.] (дат. Folkelige Venstre; 1878—1884). Создана бывшими членами Объединенной Венстре. После раскола часть членов партии присоединились в Реформистской Венстре, оставшиеся к Датской Венстре. Была представлена в Фолькетинге в 1878—1884 годах.
- Радикальная Венстре[дат.] (дат. Radikale Venstre; 1878—1884). Создана после раскола Объединённой Венстре Кристеном Бергом и Вигго Хёрупом, выступивщшими против соглашения с кабинетом Эструпа. Раскололись на Европейскую Венстре Хёрупа и Чистую Венстре Берга. Партия была представлена в Фолькетинге в 1878—1884 годах.
- Умеренная Венстре[дат.] (дат. Moderate Venstre; ок. 1880—1915). Появилась в результате раскола Венстре по вопросу о премьере Якобе Эструпе. Влилась в Венстре. Была представлена в Фолькетинге в 1879—1910 и в Ландстинге в 1878—1910 годах.
- Хёйре[дат.] (дат. Højre; 1881—1915). Образована сторонниками премьер-министра Якоба Эструпа из числа национал-землевладельцев, национал-либералов и членов Средней партии как парламентская группа, партия с 1883 года. Выступали против всеобщего избирательного права и расширения прав парламента. Стала частью Консервативной народной партии. Была представлена в Фолькетинге в 1881—1915 и в Ландстинге в 1882—1915 годах.
- Чистая Венстре[дат.] (дат. Rene Venstre; 1884—1897). Создана Кристеном Бергом[дат.] на базе левого крыла Радикальной Венстре. Была представлена в Фолькетинге в 1887—1897. Влилась в Реформистскую Венстре.
- Датская Венстре[дат.] (дат. Danske Venstre; 1884—1910). Создана в результате слияния части членов Умеренной Венстре и умеренного крыла Народной Венстре (под руководством Кристен Берг[дат.]). В 1910 вместе с двумя фракциями Реформистской Венстре совместную парламентскую группу под названием Venstre, которая позднее стала партией.
- Реформистская Венстре[дат.] (дат. Venstrereformpartiet; 1895—1905). Образована в результате раскола Объединённой Венстре. Была представлена в Фолькетинге и Ландстинге в 1898—1905 годах. Распалась в результате раскола на сторонников современных Венстре и Радикальной Венстре.
- Свободные консерваторы[дат.] (дат. De Frikonservative; 1902—1915 и 1917—1920). Появилась в конце 1890-х как фракция Хёйре, как партия основана в 1902 году. Умеренный консерватизм, борьба против социализма. В 1915 году объединились с Хёйре, чтобы сформировать Консервативную народную партию. В 1917 году восстановлена после исключения из КНП министра Роттбёлля[дат.]. Распалась после ухода из политики своего лидера. Была представлена в Ландстинге в 1902—1915 и 1917—1920 годах.
- Парламентская Венстре[дат.] (дат. Folketingets Venstre; 1905—1909). Создана как парламентская группа депутатами от Реформистской Венстре не желавших голосовать за предложение правительства об увеличении расходов на армию. Переименована в парламентскую группу Радикальная Венстре. Была представлена в Фолькетинге в 1905—1909 годах.
- Деловая партия[дат.] (дат. Erhvervspartiet; 1918—1924). Партия малого и среднего бизнеса, прежде всего Копенгагена. Была представлена в Фолькетинге в 1918—1924.
- Национал-социалистическая рабочая партия Дании (дат. Danmarks Nationalsocialistiske Arbejderparti; 1930—1945). Нацизм, фашизм. Была представлена в Фолькетинге в 1939—1945 годах.
- Капиталистическая Венстре (дат. Hovedstadens Venstre; 1947). Образована группой членов парти Венстре для участия в выборах в Фолькетинг 1947 года чтобы использовать особенность избирательного законодательства тех лет. Была представлена в Фолькетинге в 1947 году.
- Независимые[дат.] (дат. De Uafhængige; 1953—после 1973). Создана бывшим премьером-либералом Кнуд Кристенсен[дат.], требовавшим более жесткой политики по отношению к социал-демократам. Классический либерализм, анти-элитаризм. Была представлена в Фолькетинге в 1960—1966.
- Народная партия мирной политики[дат.] (дат. Fredspolitisk Folkeparti; 1963—после 1971). Основана отколовшейся от Радикальной Венстре группой, связанной с ассоциацией «Единый мир». Выступала за выход Дании из НАТО, отказ от армии, в поддержку международного сотрудничества под эгидой ООН и помощь развивающимся стран. Прекратила деятельность после 1971 года. Была представлена в Фолькетинге в 1964 году.
- Либеральный центр[дат.] (дат. Liberalt Centrum;  1965—1969). Основан политиками, порвавшими с Венстре в знак протеста против запуска партией налогового плана вместе с Консервативной народной партией. Был представлен в Фолькетинге в 1966—1968.
- Левые социалисты (дат. Venstresocialisterne; 1967—2013). Образована левым крылом Социалистической народной партии из-за взаимодействия с социал-демократами. Социализм, революционный социализм, антикапитализм. Влилась в состав Красно-зелёной коалиции. Были представлены в Фолькетинге в 1968—1971, 1975—1984.
- Центристские демократы[дат.] (дат. Centrum-Demokraterne; 1973—2008). Правоцентризм, либеральный консерватизм. Были представлены в Фолькетинге в 1973—2001 годах. Входили в ЕНП (1984—1994).
- Марксистско-ленинский союз[дат.] (дат. Marxistisk-Leninistisk Forbund; 1976—1978). Создан приверженцами ходжаизма, исключёнными из маоистской Коммунистической рабочей партии. Влилась в Компартию Дании (марксистско-ленинскую).
- Умеренные[дат.] (дат. De Moderate; 1977). Создана писателем и журналистом Гансом Йоргеном Лембурном, членом парламента от консерваторов. Умеренный либерализм. Были представлены в Фолькетинге в 1970-х.
- Свободные демократы (дат. De Frie Demokrater; 1984—1986). Были представлены в Фолькетинге в 1984—1986 годах.
- Общий курс (дат. Fælles Kurs; 1986—2001). Основана бывшим членом Компартии Дании Пребеном Мёллером Хансеном. Коммунизм, евроскептицизм, популизм. Была представлена в Фолькетинге в 1987—1988. Самораспустилась.
- Движение Июнь (дат. Juni Bevægelsen; 1992—2009). Евроскептицизм. Была представлена в Европарламенте в 1994—2009 годах.
- Свобода 2000[дат.] (дат. Frihed 2000; 1999—2001). Парламентская группа созданная депутатами от Партии прогресса, недовольными решением национального собрания партии восстановить в ней бывшего председателя и основателя Могенса Глиструпа. Правый популизм, евроскептицизм, исламофобия, против иммиграции, отмена подоходного налога. Была представлена в Фолькетинге как депутатская группа в 1999—2001 годах.
- Демократическая народная партия[дат.] (дат. Demokratisk Folkeparti; 2000—2001). Образована в результате раскола Датской народной партии. Была представлена в Фолькетинге в 2000—2001.
- Либеральная Хёйре[дат.] (дат. Det Liberale Højre; 2000—2001). Создана группой членов Партии прогресса и депутатами от Датской народной партии. Либеральный консерватизм, обеспечение безопасной повседневной жизни пожилых датчан. Была представлена в Фолькетинге в 2000—2001 годах.
- Новый альянс[дат.] (дат. Ny Alliance; 2007—2008). Социал-либерализм, социал-консерватизм. Создан депутатами парламента отколовшимися от радикальных либералов и консерваторов. Преобразован в Либеральный альянс. Был представлен в Фолькетинге в 2007—2008 годах.
- Гражданский центр[дат.] (дат. Borgerligt Centrum; 2009—2011). Основана депутатом Симоном Эмилем Аммитцбёллем, бывшим членом Радикальной Венстре. Центризм, либерализм, гуманизм, защита личных свобод от государства. Был представлен в Фолькетинге в 2009 году.
- Партия датчан (дат. Danskernes Parti; 2011—2017). Основана бывшими членами Национал-социалистического движения Дании. Ультраправые, национализм и этноплюрализм, неонацизм, евроскептицизм. Входила в Альянс за мир и свободу[англ.].
- Веганская партия[дат.] (дат. Veganerpartiet / Grøn Alliance; 2018—2022). Веганство, зелёная политика, экоцентризм, права животных, здравоохранение, экономическое равенство и построение устойчивого общества. Объединилась с Партией зелёных и сменила название на Зелёный альянс, а уже через месяц стала частью партии Альтернатива.

### Комментарии
1. ↑  Прежнее название партии, «Socialdemokraterne», до сих пор часто используется.
2. 1 2 3 4  Гренландия и Фарерские острова не входят в Евросоюз и не представлены в Европарламенте
3. ↑  Основана тремя братьями, эмигрантами из Пакистана, для противодействия правым партиям.